# ماركو دوسن
ماركو دوسن (بالإنجليزية: Marco Dawson)‏ هو لاعب غولف أمريكي، ولد في 17 نوفمبر 1963 في فرايزنغ في ألمانيا.

## وصلات خارجية
- الموقع الرسمي
- ماركو دوسن على موقع رابطة لاعبي الغولف المحترفين (الإنجليزية)